# Invazija na Tobago
Invazija na Tobago je bila francuska vojna ekspedicija od svibnja 1781. godine. Francuska je povela ovaj pothvat protiv Engleza na otoku Tobagu tijekom Američkog rata za neovisnost. S napadom su započeli 24. svibnja, a uspješnu kontrolu nad otokom Francuzi su stekli 2. lipnja 1781. godine.
Trinidad i Tobago je vraćen pod britansku kontrolu Ugovorom iz Pariza 1814. godine.